# Ferrovissime
Ferrovissime ist eine französische Special-Interest-Zeitschrift zum Thema Eisenbahn. Sie  erscheint zweimonatlich bei LR Presse in Auray. Herausgeber ist Christian Fournereau, der ehemalige Eisenbahner Jehan-Hubert Lavie ist verantwortlicher Redakteur.
Die Zeitschrift wurde 2008 ins Leben gerufen, sie trat die Nachfolge des 2007 eingestellten Magazins Correspondances Ferroviaires an. Zunächst erschien sie in monatlichen Ausgaben, seit Januar 2014 kommt alle zwei Monate ein Heft in den Handel. Der Umfang eines Hefts beträgt durchschnittlich knapp über 80 Seiten, das Format war bis Dezember 2013 A4 und ist seitdem in der Höhe leicht reduziert.
Behandelt wird hauptsächlich das Geschehen auf dem französischen Eisenbahnnetz in Gegenwart und Vergangenheit in reich bebilderten Artikeln. Im Juli 2019 erschien in erweitertem Umfang (100 Seiten) das Heft Nr. 100. Zu speziellen Themen wurden seit 2014 zudem 12 Sonderhefte (Stand April 2020) herausgegeben.
Ein weiterer Vorgänger war die bei LR Presse zweimonatlich erschienene Zeitschrift Ferrovissimo (Untertitel: Les portraits du rail), deren erstes Heft im Dezember 2004 erschienen war. Diese Hefte widmeten sich mit jeder Ausgabe speziell einer französischen Triebfahrzeugbaureihe. Mit Erscheinen von Ferrovissime Nr. 1 wurde Ferrovissimo (damals Heft Nr. 18) in die neue Zeitschrift als Mittelteil („Heft im Heft“) integriert. Zunächst wurde die laufende Seitennummerierung von Ferrovissime fortgeführt, ab Ferrovissime Nr. 3 erhielt dieser Teil eigene Seitenzahlen; somit folgte auf Ferrovissime Seite 32 die Seite 1 von Ferrovissimo, an Ferrovissimo Seite 32 schloss sich Ferrovissime Seite 33 an.
Mit Ferrovissime Heft 34 wurde im Januar 2011 bei verändertem Layout (u. a. bis Heft 67 Titelseite in Grün) die Bezeichnung „Ferrovissimo“ für den Mittelteil aufgegeben. Jener trug fortan nur noch den Titel „Les portraits du rail“, die Art der Seitennummerierung wurde aber beibehalten. Zur Zeit der erneuten Änderung des Layouts sowie einer geringfügigen Verkleinerung des Formats und der Umstellung auf zweimonatliches Erscheinen war der separate Innenteil indes bereits Vergangenheit.